# Asistencia sexual
La asistencia sexual es el apoyo a personas con diversidad funcional para que puedan acceder sexualmente a su propio cuerpo.

## Controversias
Mientras que para los defensores de la asistencia sexual esta práctica permite a personas con discapacidad ejercer sus propios derechos sexuales, de la misma manera que otras formas de asistencia les permiten vivir de manera autónoma, otras posturas consideran que es una forma de prostitución que, al igual que cualquier otra, es explotación y debe ser abolida.